# Fel d 1
Fel d 1（Felis domesticus allergen 1）是猫的一种蛋白质，由CH2基因编码。Fel d 1主要在猫的唾液腺和皮脂腺中分泌，是存在于猫身上的主要过敏原。目前尚未清楚这种蛋白质在动物体内的作用，但它能引起敏感人群对lgG或lgE作出过敏反应或哮喘反应。
降低家居Fed d 1含量的可行方法有移开柔软表面（地毯）、经常洗床单、洗高效滤网和为猫洗澡。Fel d 1是一种特别粘的蛋白质，已被证明能粘在衣物和人的毛发中，而且在猫从未出现过的地方也能检测得到。
猫平均每天产生2-7微克的Fel d 1。研究也发现未被阉割的公猫的Fel d 1的产量较被阉割的公猫多，这也导致一个假设的产生，假设认为Fel d 1是由睾酮激素调控的。被阉割的公猫的Fed d 1产量和母猫相近，而未被阉割的母猫的Fel d 1的产量也与被阉割的母猫的相近。尽管母猫和被阉割的公猫的Fel d 1产量低，但也足以引发敏感人群的过敏反应。
Fel d 1是一种分子量有18 kDa的异源二聚体蛋白质。